# Червоний Лан (Коростенський район)
Черво́ний Лан — село в Україні, у Чоповицькій селищній громаді Коростенського району Житомирської області. Населення становить 86 осіб. 

## Населення

### Мова
Розподіл населення за рідною мовою за даними перепису 2001 року:
| Мова       | Кількість | Відсоток |
| ---------- | --------- | -------- |
| українська | 86        | 100%     |

У 1940 — 1950-ті роки XX століття відоме як хутір. Перша згадка - 1941 рік.

## Географія
На північній стороні від села бере початок річка Безіменна, права притока Різні.